# 爱德华王子岛省政府
爱德华王子岛省政府是加拿大愛德華王子島省的省级政府。广义上由省立法机关、省行政机关和省司法机关组成；狭义上特指省行政机关。

## 立法机关
愛德華王子島省議會是爱德华王子岛省的立法机关，负责加拿大宪法和其他法律规定的属于本省管辖范围内的立法工作，监督本省行政机关等事务。

## 行政机关

### 省行政会议（内阁）
省行政会议（内阁）由省长、省行政机关各组成部门主管（各厅厅长）及其他必要人员组成。内阁成员由省长向省督建议，由省督任命；内阁成员通常为省议会议员。
本届省行政会议现时组成人员共10人。

### 省行政机关的组成部门
现时省行政机关的组成部门共有10个。
- 爱德华王子岛省农业和土地厅
- 爱德华王子岛省经济发展、旅游和文化厅
- 爱德华王子岛省教育和终生学习厅
- 爱德华王子岛省环境、水资源和气候变化厅
- 爱德华王子岛省财政厅
- 爱德华王子岛省渔业和交流厅
- 爱德华王子岛省卫生和健康厅
- 爱德华王子岛省司法及公共安全厅
- 爱德华王子岛省社会发展和住房厅
- 爱德华王子岛省交通、基础设施和能源厅

### 省属局和委员会
现时共有直管、半独立和独立运作的省属局、委员会及其它机构89个。

## 司法机关
爱德华王子岛省的最高法院为爱德华王子岛省最高法院，省上诉法院为爱德华王子岛省上诉法院。